# Susan Sontagová
Susan Sontagová, nepřechýleně Susan Sontag (16. ledna 1933 New York – 28. prosince 2004 New York) byla americká spisovatelka, teoretička fotografie, esejistka, publicistka, režisérka, aktivistka za lidská práva a kritička společenských poměrů, vlády USA a bílé rasy.

## Život a dílo
Její život byl spjat s fotografkou Annie Leibovitzovou.

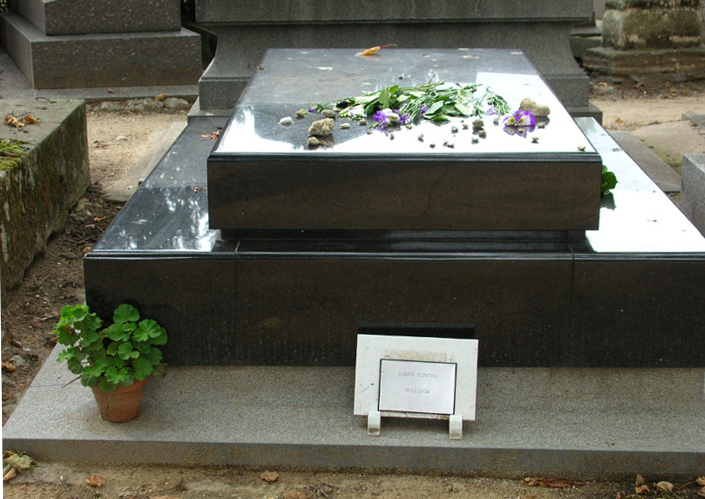
Hrob Sontagové na hřbitově v Montparnasse.

Bez mlčení jako protipólu by se celý systém jazyka velmi rychle zhroutil.
Nejvelkolepějším výsledkem fotografické činnosti je fakt, že nám dává pocit možnosti uchopit celý svět do svých rukou - jako soubor obrazů... Dnes všechno umění aspiruje na stav fotografie. (Susan Sontagová, 1977)
Bílá rasa je rakovinou lidské historie.

## Filmy

### Režisérka a scenáristka
- Duett för kannibaler (1969), česky Duet pro kanibaly
- Brother Carl (1971), česky Bratr Carl

### Herečka
- Ultimo tango a Parigi (1972), česky: Poslední tango v Paříži
- Zelig (1983)